# 細川利国
細川 利国（ほそかわ としくに）は、肥後新田藩の第7代藩主。

## 生涯
天明4年（1784年）3月29日、第6代藩主細川利庸の長男として生まれる。天明8年（1788年）に世子に指名され、文化2年（1805年）の父の死去で跡を継いだ。材木火之番や勅使饗応役などを歴任する。しかし生来から病弱だったため、文化7年（1810年）1月22日に死去した。享年27。
長男の利用は幼少の上に庶子だったため、跡を弟の利愛が養子として継いだ。

## 系譜
父母
- 細川利庸（父）
- 全操院 - 側室（母）

正室
- 稲葉弘通の娘

側室
- 森田氏

子女
- 細川利用（長男） 生母は森田氏

養子
- 細川利愛 - 利庸の次男